# Quartier Notre-Dame-des-Champs
Quartier Notre-Dame-des-Champs är Paris 23:e administrativa distrikt, beläget i sjätte arrondissementet. Distriktet är uppkallat efter kyrkan Notre-Dame-des-Champs.
Sjätte arrondissementet består även av distrikten Monnaie, Odéon och Saint-Germain-des-Prés.

## Sevärdheter
- Notre-Dame-des-Champs
- Saint-Joseph-des-Carmes
- Saint-Ignace
- Chapelle Saint-Vincent-de-Paul
- Académie de la Grande Chaumière

## Bilder
| - De fyra administrativa distrikten i Paris sjätte arrondissement. - Saint-Joseph-des-Carmes. - Chapelle Saint-Vincent-de-Paul. |

## Kommunikationer
- Tunnelbana – linje  – Saint-Placide